# Burgruine Vienenburg
Die Vienenburg ist die Ruine einer Höhenburg auf einem Bergrücken bei 165 m ü. NN bei Vienenburg im Landkreis Goslar in Niedersachsen.

## Geschichte
Über den Ursprung der Vienenburg existieren keine gesicherten Kenntnisse. Nach einer umstrittenen Überlieferung wurde sie mit den Steinen der 1291 geschleiften Harliburg errichtet. Als Bauherr wird Graf Burchard VII. von Wernigerode angenommen, der damit die Interessen des mit ihm verwandten Hildesheimer Bischofs Siegfried II. an diesem verkehrsgeographisch bedeutenden Gebiet wahren wollte. 1306 wurde die Burg erstmals erwähnt, als Graf Burchard hier eine Urkunde ausstellte. 1341 wurde sie an die Stadt Goslar verpfändet. 1367 kam die Burg an die Bischöfe von Hildesheim, es folgten zahlreiche Verpfändungen. Nach der Hildesheimer Stiftsfehde musste das Bistum 1523 die Vienenburg an Herzog Heinrich II. von Braunschweig-Wolfenbüttel abtreten. Im Dreißigjährigen Krieg leitete Wallenstein von der Vienenburg aus Operationen im Harzvorland. Von 1643 bis 1802 gehörte die Vienenburg wieder dem Bistum Hildesheim. Für seine Verdienste um das Hochstift wurde im Jahr 1647 das Amt Vienenburg dem Feldmarschall Johannes Ernst Freiherr von Reuschenberg zu Setterich überschrieben. Bis ca. 1720 wurde das Amt und der Titel Drost zu Vienenburg innerhalb der Familie von Reuschenberg vererbt. Deren Söhne lebten zum Teil häufiger auf Burg Vienenburg als in ihrer Stammburg Burg Setterich. Mit der Säkularisation gelangte sie 1802 an Preußen und wurde Staatsdomäne. Die Burg wurde zum Teil abgetragen, um die Steine als Baumaterial für Domänengebäude zu gewinnen. 1853/54 und erneut 2010 wurde der Bergfried renoviert und kann heute als Aussichtsturm bestiegen werden.

## Beschreibung
Die Burg liegt auf einem nach Norden und Westen steil abfallenden Vorsprung ins Tal der Oker. Der unregelmäßig geformte Burgplatz besitzt eine Größe von max. 85 × 125 m. Der Zugang erfolgt von Osten über einen Halsgraben hinweg. An die Innenseiten der 1 m starken Ringmauer lehnen sich die Gutsgebäude an, die zum Teil noch alten Ursprungs sind. Teilweise besitzen sie Fachwerkaufbauten oberhalb der Ringmauer. Auf der Ostseite liegt das Pforthaus mit einem Hildesheimer Wappenstein von 1725. Zentral steht der runde, 24 m hohe Bergfried mit einem Hocheingang 8 m über dem Hofniveau. Bei einer Mauerstärke von 2,63 m besitzt der Turm einen Durchmesser von ca. 8 m. Neben dem Bergfried sind noch die Grundmauern des abgebrochenen Palas vorhanden. An das 8 × 20 m große Gebäude ist im Nordosten ein runder Treppenturm angefügt. Vermutlich waren Bergfried und Palas von einem eigenen Graben umgeben, der heute verschwunden ist.

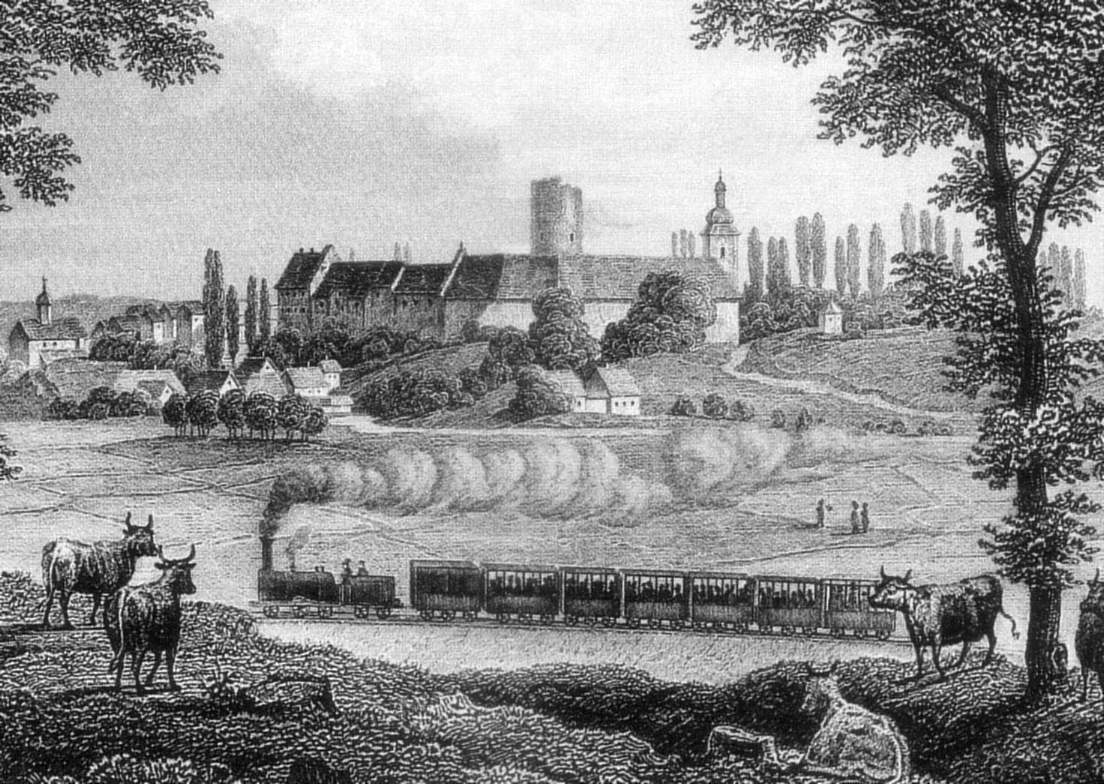
Blick auf die Burg um 1850
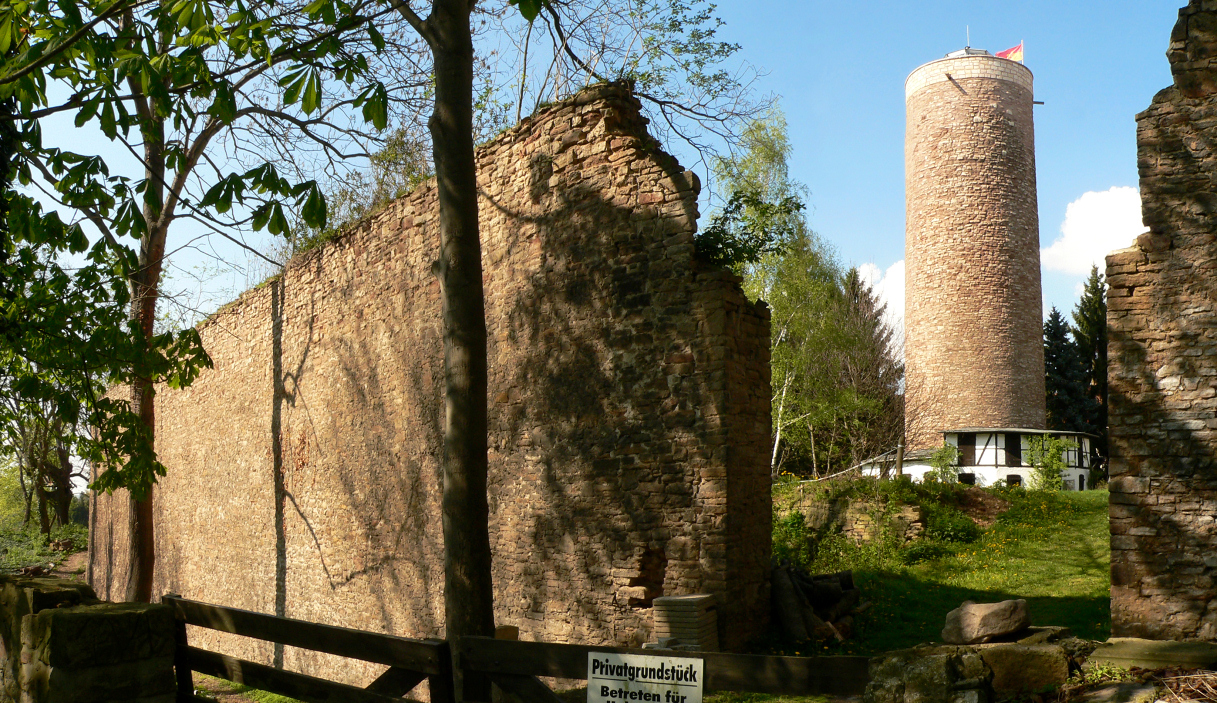
Blick auf den Bergfried durch das ehemalige Südtor
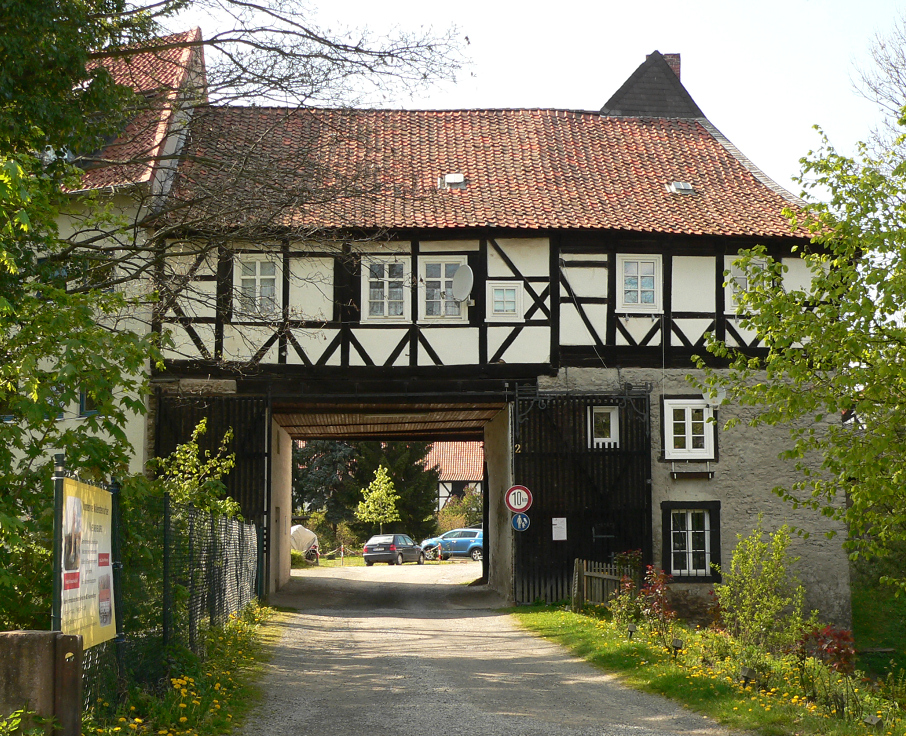
Torhaus
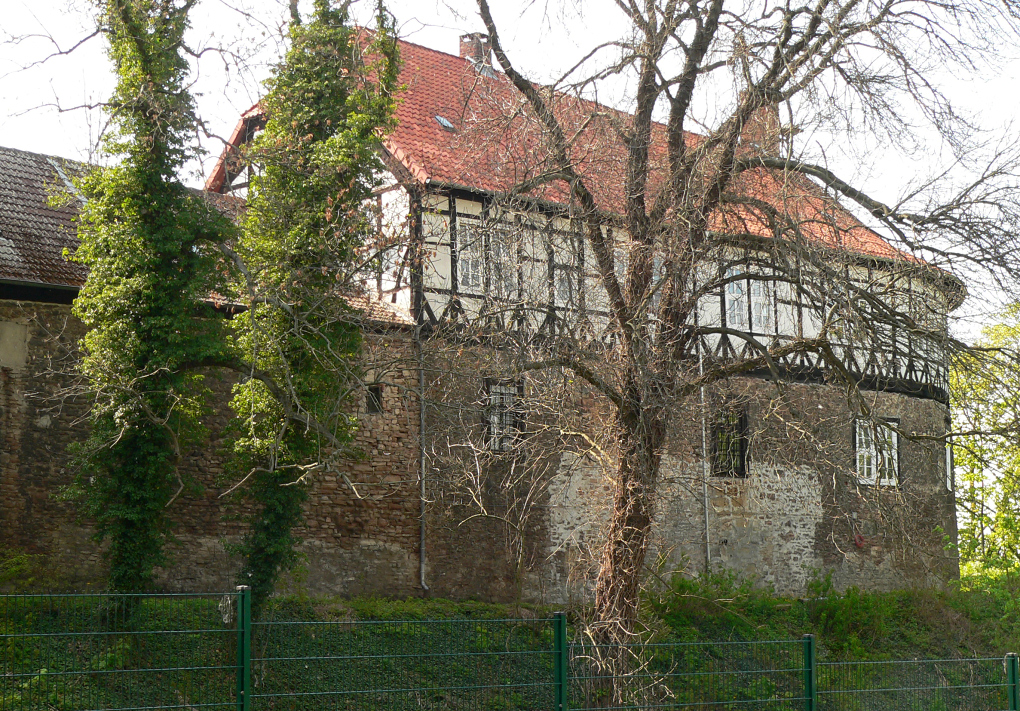
Burggebäude auf der Ringmauer